# Anagrus baeri
Anagrus baeri är en stekelart som beskrevs av Girault 1912. Anagrus baeri ingår i släktet Anagrus och familjen dvärgsteklar. Inga underarter finns listade i Catalogue of Life.